# Distrito de El Tambo
El distrito de El Tambo es uno de los veintiocho que conforman la Provincia de Huancayo, ubicada en el Departamento de Junín, bajo la administración del Gobierno Regional de Junín, en el Perú.  Limita por el norte con el distrito de Quilcas; por el este con el Distrito de Pariahuanca y la Provincia de Concepción; por el sur con el Distrito de Huancayo; y, por el oeste con la Provincia de Chupaca y los distritos de San Agustín de Cajas, San Pedro de Saño y Hualhuas.
Desde el punto de vista jerárquico de la Iglesia católica forma parte de la Arquidiócesis de Huancayo.

## Historia
Inicialmente pueblo de indios luego caserío, 
un primer consejo de municipio (a donde pertenecían personajes representativos) piden ser un nuevo distrito por la cantidad de población que iba desarrollando expansivamente el nuevo distrito. 
Este distrito es creado por Ley N.º 9847 del 13 de noviembre de 1943,  en el primer gobierno del Presidente Manuel Prado Ugarteche.
La ley dice que adopte el nombre de distrito de El Tambo con la capital del mismo nombre; y se componga por los anexos de Aza, Incho, Cullpa, Cochas, Paccha, Ancalayo, Chamiseria, Hualahoyo, Inai, Saños chico, Saños grande, Coillor chico, Mejorada, Umuto, La Esperanza, Urpaicancha, Batanyacu, Lamblaspata y Yauris.
La limitación del distrito en el año 1943 es la siguiente:
- Por el Norte: Quebrada Honda y el distrito de San Agustín de Cajas
- Por el Este: Partiendo por Marancocha y pasando por la hacienda Aychana hasta llegar al Huaytapallana
- Por el Sur: El río Shullcas hasta su desembocadura en el río Mantaro
- Por el Oeste: El río Mantaro

## Geografía
El territorio de este distrito se extiende en 73,56 kilómetros cuadrados y se encuentra dentro del conurbano de la ciudad de Huancayo cuya área metropolitana también incluye los distritos de Pilcomayo, Huancayo y Chilca.

## Población
El distrito de El Tambo tiene una población aproximada de 166 359 habitantes, siendo el distrito más poblado la región Junín.

## Autoridades

### Municipales
Alcalde: Julio César Llallico Colca

### Policiales
- Comisaría 
  - Comisario: Cmdte. PNP Luis Arteaga Yépez.

### Religiosas
- Arquidiócesis de Huancayo[3]
  - Arzobispo: Cardenal Pedro Barreto Jimeno, SJ.
- Parroquias: Nuestra Señora de Fátima, Sagrado Corazón de Jesús, Santo Cura de Ars, Nuestra Señora de la Medalla Milagrosa, Monasterio de Nuestra Señora del Carmen - Madres Carmelitas Descalzas de Umuto.[4]

## Educación
En este distrito se encuentra ubicada la Universidad Nacional del Centro del Perú (UNCP).
El Instituto de Educación Superior Tecnológico Privado "ITEC"

## Personajes destacados
- Irma Poma Canchumani (1969-), artista tradicional peruana del mate burilado y defensora ecologista

- Tongo (1957-2023) cantante Músico y humorista peruano

## Festividades
- Julio: Santiago